# Infierno, canto decimotercero

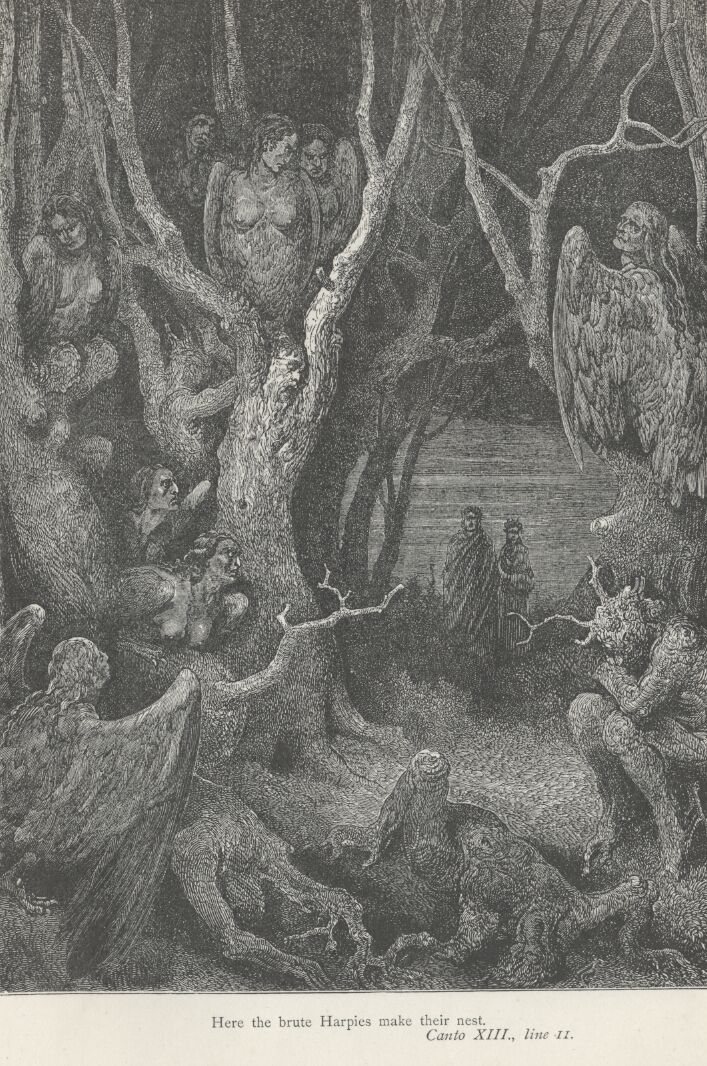
La selva de los suicidas, ilustración de Gustave Doré.

El canto decimotercero del Infierno de la Divina comedia de Dante Alighieri se sitúa en el segundo giro del séptimo círculo, donde son castigados los suicidas, los derrochadores y los pródigos. Se ambienta durante el alba del 9 de abril de 1300 (Sábado Santo) o, según otros comentaristas, del 26 de marzo de 1300.

## Análisis del canto

### La selva de los suicidas - versos 1-30

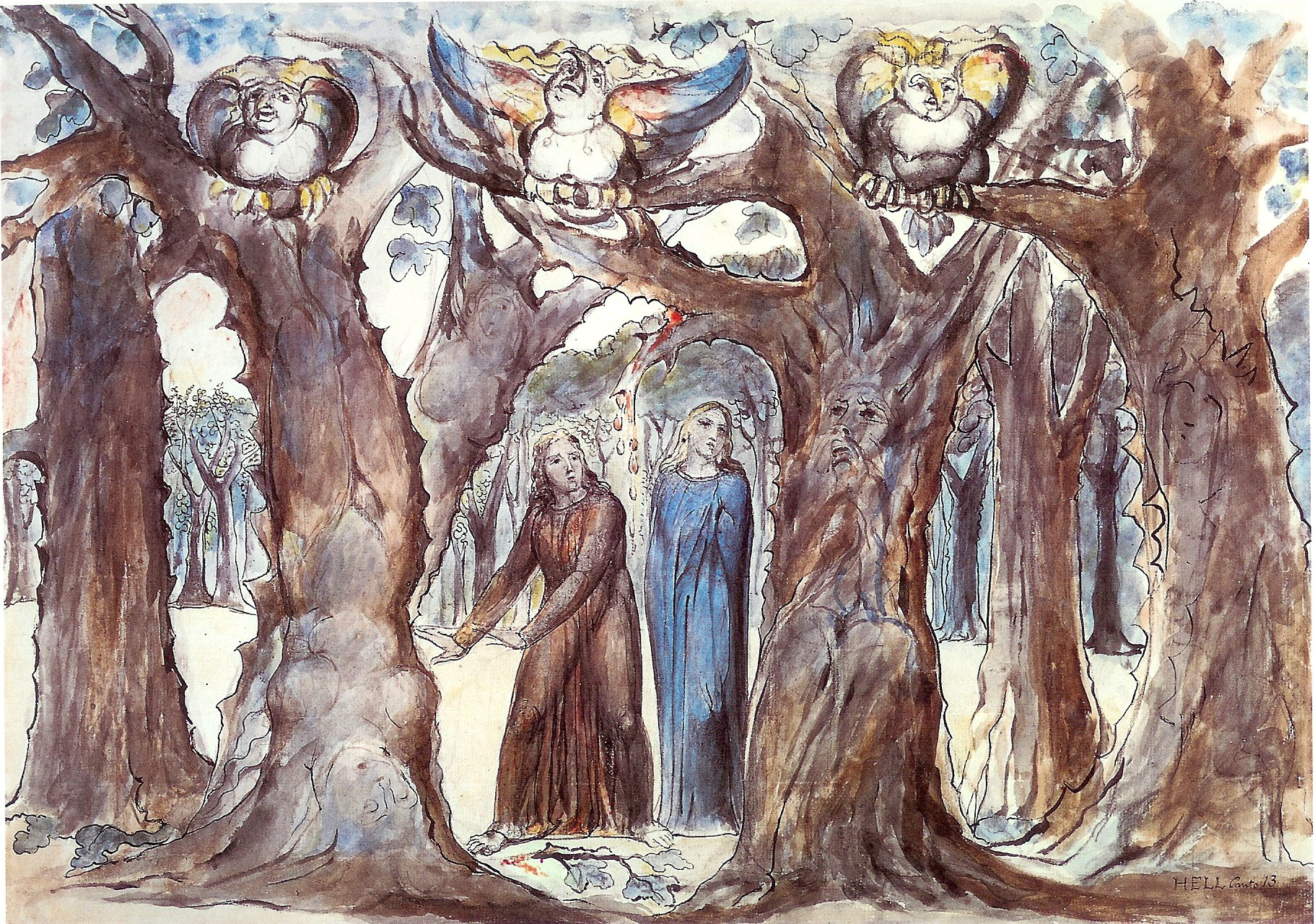
Ilustración del canto XIII, por William Blake.

Dante y Virgilio, pasado el Flegetonte gracias a la ayuda del centauro Neso, se encuentran en un bosque tenebroso. No hay camino (veremos después que eso se debe al nacimiento casual de las plantas y al hecho de que tener que hacerse camino entre los árboles sea parte de la condena de los derrochadores) y Dante evoca el siniestro lugar con una famosa tercina:

No verdes frondas, mas de color oscuro,

no rectas ramas, sino nudosas y enredadas,

no había frutas, sino espinas venenosas.

vv. 4-6

Dante da mayor precisión a la descripción con una similitud: las casas entre Cecina y Corneto (es decir Maremma) de aquellas bestias que odian los terrenos cultivados no son en comparación así de espesas y con vegetación tan áspera. Aquí, dice el poeta, las Harpías (las "tétricas" Harpías, que echaron con funestos presagios a los troyanos de las islas Estrófades, en un episodio del III libro de la Eneida) hacen sus nidos: ellas, describe el poeta, tienen cuerpo de pájaro y cabeza humana, y emiten extraños lamentos. La descripción de las Harpías es más bien estática y ellas no cumplen ninguna acción directa en el canto: Dante las escucha y las ve, pero habla como si las estuviese describiendo sin verlas.
Virgilio, antes de entrar en el bosque, recuerda a Dante que están en el segundo giro del VII círculo, aquel de los violentos contra sí mismos (los suicidas), al cual seguirá el de los violentos contra Dios y contra la naturaleza. Además, el guía dice a Dante de ver bien, que verá cosas que no creeria si le fuesen contadas.
De hecho, Dante nota como se escuchan lamentos sin ver a nadie, lo que le hace pensar que son almas escondidas entre el bosque. Virgilio le lee el pensamiento y lo invita a truncar una rama de una planta para que su idea sea refutada ("la idea que tienes verás que es errada", v. 30). Inicia en el verso 25 el estilo enrevesado de figuras retóricas típico de este canto, inspirado en el estilo oficial de las cartas de los funcionarios de Estado como Pier della Vigna que se encontrará dentro de poco.
Este bosque es monstruosamente intricado y el poeta se detiene a describir los detalles más angustiosos para que el lector no imagine el lugar como un bosque agradable: nada de hojas, frutas y flores, y en lugar del canto de los pájaros se sienten solo los gritos de las harpías y los lamentos. No tenemos que imaginar majestuosos árboles de alto fuste, sino árboles secos, nudosos, como los que abundan en Maremma, tan altos que pueden colgar de ellos humanos (como se dice en los versos 106-108).
Es la selva de los violentos contra sí mismos, suicidas y derrochadores, como preanunciado en el esquema del Infierno en el canto XI. Para Dante la violencia contra uno mismo es más grave de la violencia contra el prójimo. Comparte la visión teológica de San Tomás de Aquino de que el mandamiento de "amar al prójimo como a ti mismo" postula primero un amor hacia nuestra persona en cuanto reflejo de la gracia y de la grandeza divina.

### El arbusto que sangra - vv. 31-54

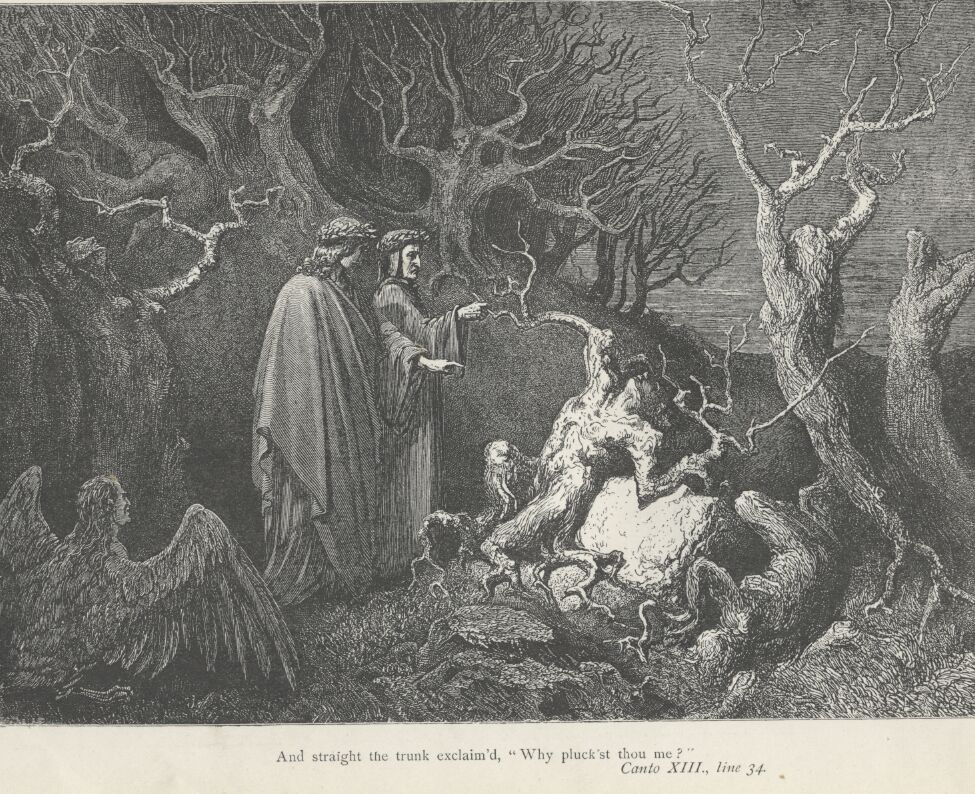
El arbusto que sangra, ilustración de Gustave Doré.

Dante toma un rama de un gran arbusto y es sorprendido por un grito "¿Por qué me quiebras?" seguido de sangre marrón que sale del punto de quiebre. De nuevo llegan palabras de la planta "¿Por qué desgarras? / ¿No tiene tu espíritu piedad alguna? / Hombres fuimos y ahora nos han hecho plantas" (vv. 35-37). Entonces Dante, asustado, deja inmediatamente la rama.
Como cuando se quema una madera verde, de la cual sale líquido linfático de un lado y el otro hace chirridos soplando vapor, así del punto de fractura "salía" palabras y sangre (Dante usa el verbo al singular para indicar dos sustantivos, con un zeugma).
Se trata entonces de hombres transformados en plantas, decadencia en una forma de vida inferior, pena principal de los condenados de este giro. Ellos rechazaron su condición humana matándose y por esto (por contrapaso) no son dignos de tener su cuerpo. Esta situación paradójica se manifiesta también de manera práctica en el canto: los dos peregrinos no tienen una cara para ver, y en dos ocasiones no entienden si el condenado terminó de hablar o esté por continuar, porque no pueden ver la expresión de su cara.
La figura del árbol que sangra es tomada del canto III de la Eneida, donde se narra el episodio de Polidoro: Eneas, desembarcado sobre las orillas del mar de Tracia, quiere preparar un ara y arranca algunas ramas de una planta, pero de la madera cortada sale sangre, y poco después unas palabras de Polidoro, el último hijo de Príamo, que lo había asignado al rey de Tracia dándole una gran cantidad de oro porque Troya estaba bajo asedio. Él se transformó en planta después de ser asesinado y acribillado por las flechas de Polimestor para quedarse con su oro. En este punto Polidoro invita a Eneas a dejar esa tierra maldita. En el verso 48 Dante admite haber usado a Virgilio como fuente, de hecho, es el mismo poeta que dice que esa escena Dante ya la vio en "su" rima.
En este punto Virgilio dice que si Dante hubiese sabido no habría cortado la rama, pero que en verdad era necesario que Dante lo hiciese para el proceso pedagógico de la Comedia, así conocía la pena de estos condenados y en cambio promete que, para reparar su daño, si quiere presentarse, Dante podrá recordarlo entre los vivos.

### Pier della Vigna - vv. 55-78

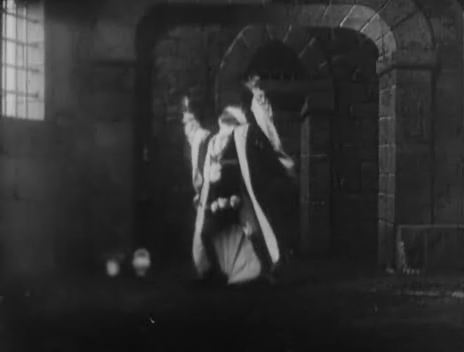
Pier della Vigna ciego y encarcelado, en una versión cinematográfica del Infierno (1911)

El tronco, escuchada las dulces palabras, no puede callarse y espera no aburrirlos con sus discursos. El tono de las conversación se alza y se convierte artificioso, con rimas difíciles, discursos intricados y rico en figuras retóricas como repeticiones, aliteraciones, metáforas, similitudes, oxímoros, zeugmas, etcétera. El alma finalmente se presenta: él es aquel que tuvo ambas llaves del corazón de Federico II (la de abrir y cerrar, es decir del sí y del no, imagen presente también en Isaías en referencia al Rey David), y que las giró abriendo y cerrando así suavemente que se convirtió en el único conocedor de los secretos del rey. Cumplió su encargo con gloriosa fidelidad, perdiendo primero el sueño y después la vida. Pero esa prostituta que no falta nunca en las cortes imperiales, es decir la envidia, puso los ojos sobre él e inflamó contra él a todas las almas. Y estos inflamaron a su vez al Emperador, que cambió los honores por lutos. Entonces su mente, por espíritu de desprecio, creyendo de así escapar del desprecio del emperador, con la muerte hizo contra sí mismo una injusticia si bien estuviese en lo justo. Pero jurando sobre las nuevas raíces de su madera (su muerte no sucedió hace mucho), él proclama su inocencia, y si alguno de ellos (de los dos poetas) vuelve en el mundo de los vivos, el tronco pide de confortar allí su memoria, todavía abatida por el golpe que le dio la envidia.
En toda esta larga perífrasis el condenado no pronunció nunca su nombre, pero dejó elementos suficientes para su identificación: se trata de Pier della Vigna, ministro de Federico II que tuvo una brillante carrera en la corte imperial, al menos hasta el final del 1246, cuando fue nombrado protonotario y logoteta del Reino de Sicilia y era el consejero más potente y cercano al soberano. En el 1248, después de la derrota de Vittoria, el emperador comenzó a perder la fe en su consejero y un año después, quizás a causa de un sospechoso complot, fue arrestado en Cremona y encarcelado en San Miniato (o en Pisa), donde fue cegado con un hierro ardiente. Después se suicidó aparentemente golpeándose la cabeza contra el muro de la celda.  Su historia sembró mucho escándalo en la época y muchas historias sobre sus presuntos complots, generalmente fruto de voces no ciertas. En todo caso, la historiografía encontró un coloquio sospechoso con el Papa Inocencio IV en Lyon, y algunos importantes abusos de poder. Dante varias veces es golpeado por una fuerte piedad hacia el condenado, tanto que no podrá preguntarle nada y deberá hacerlo Virgilio en su lugar. El poeta en tanto reitera su inocencia, a pesar de que desde un punto de vista teológico esto constituye un agravante al suicidio, porque, suicidándose, éste mató a un inocente.

### Explicación de cómo los suicidas se transforman en plantas - vv. 79-108

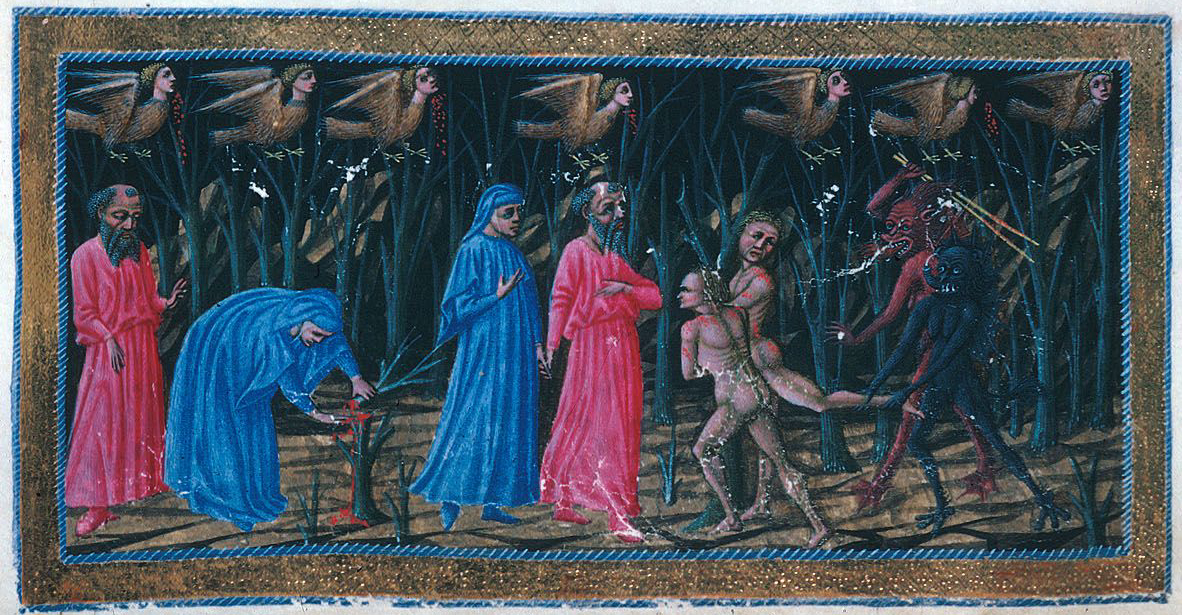
La selva de los suicidas, Priamo della Quercia

Virgilio, bajo petición de Dante, pide entonces explique cómo las almas se transforman en plantas y si alguna de ellas se desvincula alguna vez de aquella forma. De nuevo el tronco respira fuerte y después vuelven las palabras: cuando el alma del suicida se separa del cuerpo del cual se separó a la fuerza, Minos (el juez universal), la manda al séptimo círculo, donde cae en la selva sin ninguna posición específica. Allí nace una ramita, después un arbusto: las Harpías comiendo sus hojas le infrigen dolor y el dolor se manifiesta en lamentos.
Después Pier cuenta cómo, después del Juicio Final, sus almas arrastrarán los cuerpos al bosque y los colgarán al tronco, sin reunirse con él porque no es justo retomar aquello que les fue sacado. Esta es una invención puramente de Dante y ningún teólogo habla de esta condición especial de los suicidas después del Juicio Final. La idea del bosque donde cuelgan macabramente los cuerpos suicidas es una de las representaciones más oscuras y tenebrosas del Infierno.

### Los derrochadores - vv. 109-129

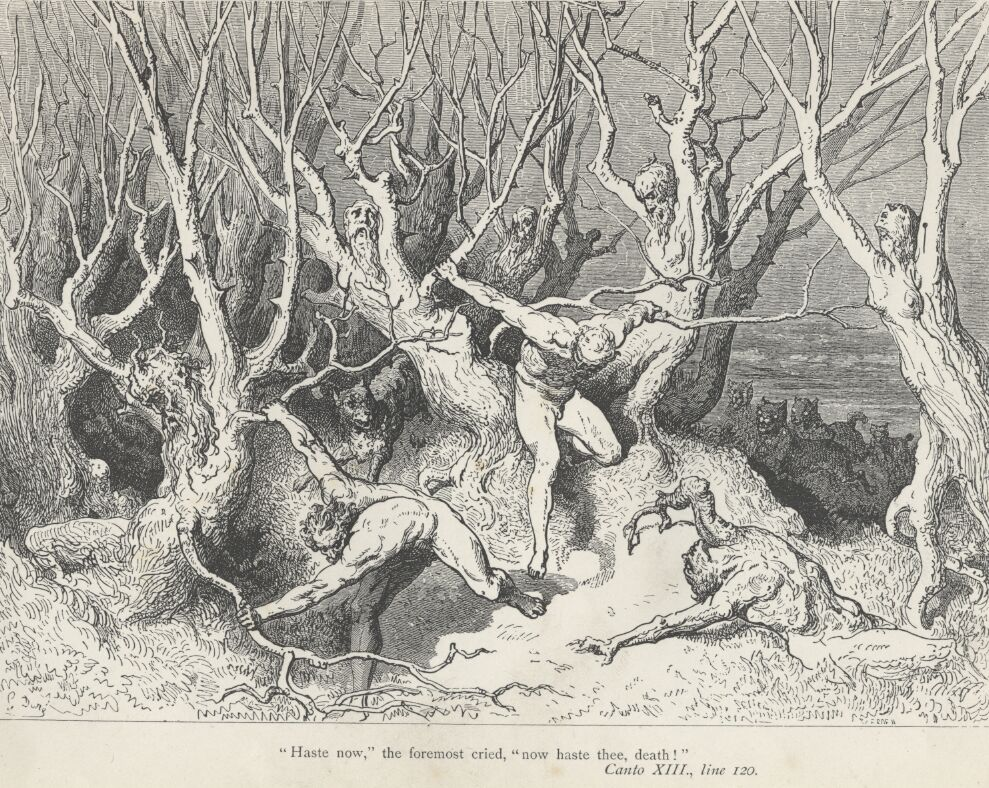
Los derrochadores, ilustración de Gustave Doré

Los dos poetas están todavía a la espera de más palabras del tronco cuando la escena cambia improvisamente. Se sienten ruidos de caza, como quien escucha venir un jabalí perseguido por perros y cazadores y se escuchan a los animales y a las ramas rotas. Y así del lado izquierdo Dante ve dos almas desnudas y llenas de rasguños que escapan por la selva cortando las ramas que se le ponen delante.
El de más adelante dice "acude ya, acude muerte", entendida probablemente como la segunda muerte que anularía sus penas, mientras que el de más atrás lo llama, recordando a "Lano" que no escapaba así de rápido en el Torneo del Topo donde había muerto. Agotado, el segundo se esconde detrás de un arbusto, pero llega un grupo de perras negras, que como lebreles lo alcanzan y lo despedazan parte por parte, llevándose sus miembros dolientes.
Los dos fugitivos cazados, son, según el esquema del canto, dos violentos contra sus bienes (los derrochadores y pródigos) y por la palabras que pronuncian se puede saber de quienes se trata. Son Lano de Siena, quizás ya miembro de la brigata spendereccia y muerto en el Torneo del Topo, y Jacopo de Sant'Andrea, objeto de numerosas anécdotas de como destruyó con ligereza sus propiedades.
La diferencia entre el pecado de los derrochadores y el de los pródigos está en las intenciones: los primeros tenían objetivos destructivos (se cita siempre el ejemplo de Jacopo, que había dado al fuego sus propiedades solo por deleite), mientras los segundos no sabían contener sus impulsos de gastar, deseando solo bienes con rapacidad.

### El suicida florentino - vv. 130-151
Después del paréntesis de la caza infernal, la escena se vuelve silenciosa y meditativa: Virgilio le indica a Dante el arbusto donde se había escondido Jacopo y este ve al arbusto llorando por las numerosas heridas sufridas durante el ataque. Él se lamenta contra Jacopo de Sant'Andrea ("¿Con qué provecho me tomaste por refugio? / ¿Qué culpa tengo yo de tu vida criminal?", vv. 134-135). Después, Virgilio le pide hablar un poco de sí mismo.
El arbusto les pide primero con melancolía a los dos peregrinos de juntar sus hojas y ponerlas en sus pies. Después inicia diciendo que es florentino, sin nombrar la ciudad: dice que era de la ciudad que cambió el primer patrono en Juan el Bautista, refiriéndose a la difundida leyenda que la antigua Florentia romana fuese una ciudad dedicada al dios Marte. Por eso el primer padrón, dios de la guerra y la discordia, continua persiguiéndola "con su arte", dejándola siempre triste. "Por suerte que al menos quede una fragmento de estatua coloco al pasaje sobre el Arno, de otro modo aquellos que la reconstruyeron después de la destrucción de Atila habrían trabajado en vano". El arbusto se está refiriendo a la estatua que los florentinos creían que representaba a Marte y que se encontraba en la cabeza del antiguo Ponte Vecchio (reconstruido en el siglo XIV). Esta estatua mutilada, citada por varios cronistas, era el resto de un caballo de una estatua ecuestre de la cual nadie recordaba el origen. Dado que no se conocen estatuas ecuestres de Marte, los históricos modernos avanzaron en la hipótesis de que se tratase de una esfinge de Totila, el rey de los ostrogodos, que fue el responsable de la destrucción de Florencia en el 550 (y no Atila rey de los hunos que Dante indicó equivocadamente).
La presencia de este "Paladio" era vista como una protección por la ciudad: en el 1333 fue arrasado por un aluvión y los más pesimistas vieron un preanuncio de la peste negra (1348). En todo caso al tiempo de Dante eso existía todavía.
El canto se cierra con un verso lapidario, el único sobre la biografía del condenado: "yo me hice de mi propia casa un patíbulo". La dramática escena del arbusto, anónimo como tantos florentinos que en aquellos años de boom económico no podían progresar y se quitaban la vida, es permeado por el sentido de soledad del suicidio.

## El contrapaso
Los suicidas son transformados en plantas, forma de vida inferior, porque ellos rechazaron su condición humana matándose: por eso (por analogía) no son dignos de tener su cuerpo. Además, después del Juicio Final ellos serán los únicos a no re-entrar en su propio cuerpo, sino que lo empujarán y lo colgarán de sus ramas. La cuestión de la sangre y de las heridas es solo un aumento de la pena o sino va entendida como el hecho de que ellos, que echaron su propia sangre, ahora lo ven echado por otras manos. Los derrochadores, que destruyeron su propia sustancia, ahora son hechos pedazos trozo a trozo por perras famélicas.